# Bečmen

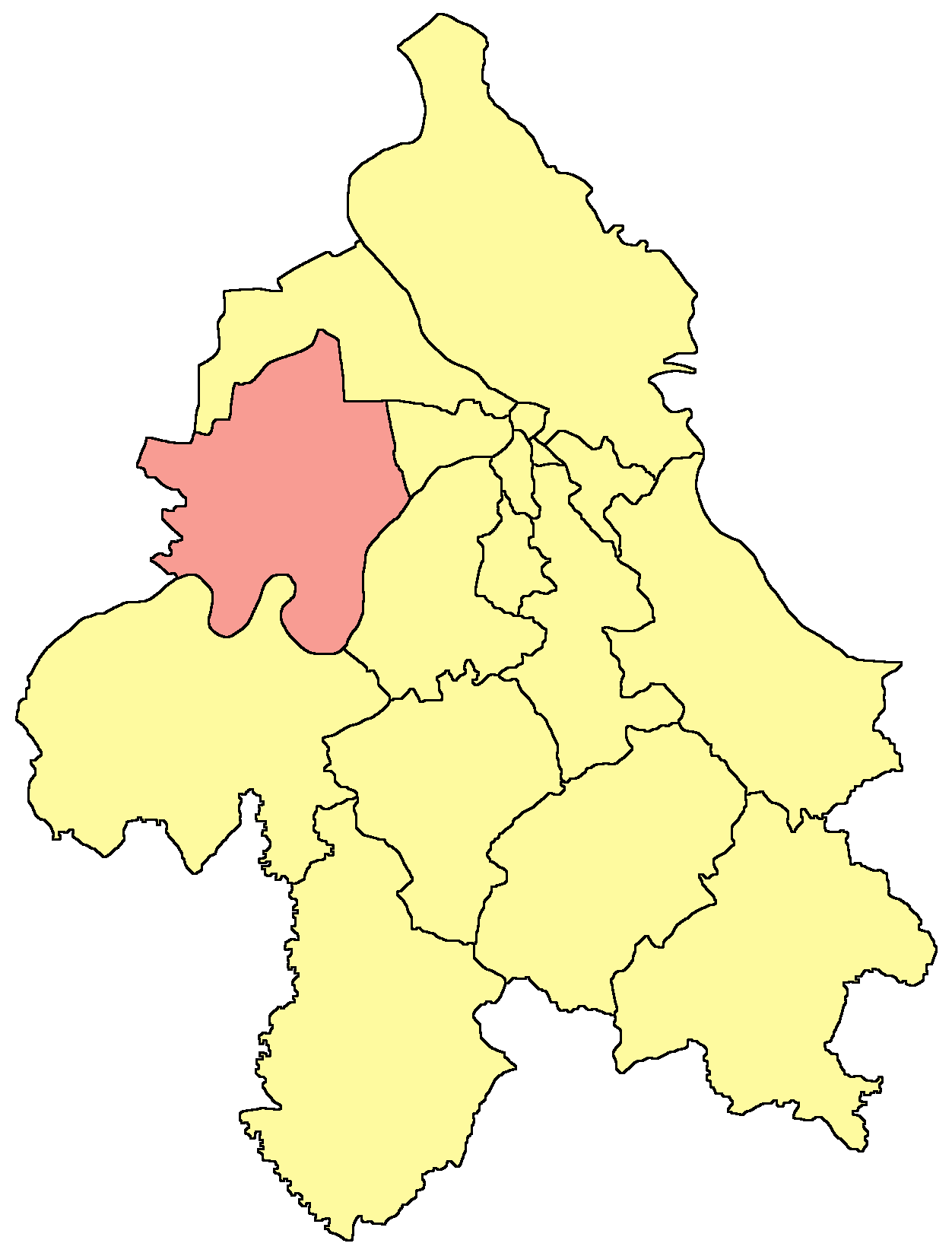
Localisation de la municipalité de Surčin dans la Ville de Belgrade

Bečmen (en serbe cyrillique : Бечмен) est une localité de Serbie située dans la municipalité de Surčin et sur le territoire de la Ville de Belgrade. Au recensement de 2011, elle comptait 3 700 habitants.
Bečmen, officiellement classé parmi les villages de Serbie, est situé en Syrmie, dans la sous-région de Podlužje, au nord de la forêt de Bojčin, à 6 km à l'ouest de Surčin et à environ 25 km du centre-ville de Belgrade.

## Démographie

### Évolution historique de la population
| 1948 | 1953 | 1961  | 1971  | 1981  | 1991  | 2002  | 2011  |
| ---- | ---- | ----- | ----- | ----- | ----- | ----- | ----- |
| 733  | 974  | 1 195 | 1 357 | 2 494 | 3 020 | 3 409 | 3 700 |

|  |